# Blanca Félix
Blanca María Félix Castro (* 25. März 1996 in Angostura, Sinaloa), üblicherweise als Blanca Félix bezeichnet, ist eine mexikanische Fußballspielerin auf der Position des Torwarts.

## Leben
Nachdem ihr Vater bereits frühzeitig gestorben war, wuchs Blanca Félix ab ihrem vierten Lebensjahr bei ihren Großeltern auf. Weil der Frauenfußball zu jener Zeit im Norden Mexikos nicht weit verbreitet war, begann sie zunächst in Männermannschaften zu trainieren. Weil sie jedoch kaum Möglichkeiten auf Einsätze erhielt, begann sie mit Karate, erwarb sogar den schwarzen Gürtel und wirkte bei nationalen Meisterschaftswettkämpfen mit. 
Nach dem Schulabschluss zog sie nach Culiacán, die Hauptstadt des Bundesstaates Sinaloa, um an der Universidad Autónoma de Sinaloa (UAS) Sport zu studieren. Dort schloss sie sich der Frauenfußballmannschaft der Águilas de la UAS an, in der sie drei Jahre lang mitwirkte.
Danach absolvierte sie ein Probetraining bei Chivas Femenil und erhielt einen Vertrag. Zunächst nur als dritte Torhüterin vorgesehen, profitierte Félix einerseits von einer Verletzung der eigentlich als Stammtorhüterin vorgesehenen Karen Gómez und andererseits von einer schwächelnden  Ersatztorhüterin Ana Ruvalcaba, so dass Blanca Félix bereits am sechsten Spieltag der Apertura 2017 zu ihrem ersten Einsatz in der Liga kam und so überzeugend spielte, dass sie den Platz im Tor bis zum Saisonende auch nicht mehr abgab und die Spielzeit außerdem noch mit dem ersten Titelgewinn in der Liga MX Femenil abschloss.
Aufgrund ihrer überzeugenden Leistung wurde Félix zur besten Torhüterin des Turniers gewählt und am 27. November 2017 zum ersten Mal in den Kader der mexikanischen Frauen-Nationalmannschaft berufen, für die sie jedoch nicht zum Einsatz kam.
Beim nächsten Meistertitel in der Clausura 2022 war Félix zwar nicht mehr die unumstrittene Nummer 1 und musste ihren Platz im Tor häufiger an Celeste Espino abgeben, konnte sich aber dennoch in entscheidenden Momenten in Szene setzen. Dies vor allem in den Supercupfinals (Campeón de Campeones Femenil) gegen den Sieger der Hinrundenmeisterschaft der Apertura 2021, Rayadas de Monterrey. Nachdem es nach insgesamt 180 Minuten mit den Ergebnissen von 1:1 und 0:0 keinen Sieger gegeben hatte, wurde Félix für das entscheidende Elfmeterschießen eingewechselt, in dem sie zwei der drei Elfmeter der Rayadas parieren konnte und ihrer Mannschaft zu einem 3:0-Sieg verhalf, weil zusätzlich ein weiterer Elfmeter der Rayadas über das Tor ging.

## Erfolge
- Mexikanischer Meister: Apertura 2017, Clausura 2022
- Campeón de Campeones Liga MX Femenil: 2021/22